# Magnesiovoltaite
La magnesiovoltaite (simbolo IMA: Mvlt) è un raro minerale del gruppo della voltaite; appartiene alla famiglia dei "solfati, cromati, molibdati e tungstati" e possiede composizione chimica K2Mg5Fe3+3Al(SO4)12• 18H2O.

## Etimologia e storia
La magnesiovoltaite deve il proprio nome al suo contenuto di magnesio e alla relazione con la voltaite.
Il campione tipo del minerale è depositato presso le collezioni del "Museo mineralogico A.E. Fersman" dell'Accademia russa delle scienze di Mosca (Russia) con i numeri di catalogo 4780/1 (olotipo) e 4780/2 (cotipo).

## Classificazione
Essendo stata approvata dall'Associazione Mineralogica Internazionale (IMA) nel 2016, la magnesiovoltaite non è elencata nella nona edizione della sistematica dei minerali di Strunz, aggiornata dall'IMA fino al 2009.
Il minerale è presente nell'edizione successiva, proseguita dal database "mindat.org", dove la magnesiovoltaite è elencata nella classe "7. Solfati (selenati, tellurati, cromati, molibdati, tungstati)" e da lì nella sottoclasse "7.C Solfati (selenati, etc.) senza anioni aggiuntivi, con H2O"; questa è ulteriormente suddivisa in base alla dimensione dei cationi coinvolti, in modo che il minerale possa essere trovato nella suddivisione "7.CC Con cationi di media e grande dimensione" in base alla sua composizione, dove forma il sistema nº 7.CC.25 insieme ad ammoniomagnesiovoltaite, pertlikite, voltaite e zincovoltaite.

## Abito cristallino
La magnesiovoltaite cristallizza nel sistema cubico nel gruppo spaziale Fd3c (gruppo nº 228) con la costante di reticolo a = 27,161(1) Å, oltre ad avere 16 unità di formula per cella unitaria.

## Origine e giacitura
La magnesiovoltaite è stata trovata nella zona ossidata di un giacimento idrotermale, polimetallico e ricco di solfuri; tale giacimento si trova in rocce vulcaniche in una regione arida. La paragenesi è con alum-(Na), coquimbite, opale, romboclasio, tamarugite, voltaite e yavapaiite.
La magnesiovoltaite è piuttosto rara ed è stata trovata solo nella sua località tipo, la miniera "Alcaparrosa" (22.63289°S 69.18549°W) nella provincia di Antofagasta (Cile); nella miniera di "Blue Lizard" nella contea di San Juan (Utah) e nel "Hope Ranch #2" nella contea di Santa Barbara (California), entrambe negli Stati Uniti; a Pisciarelli di Agnano nei pressi di Pozzuoli (Campania) e a Fornovolasco presso Vergemoli (Toscana), entrambe in Italia; nella miniera "Anna" presso Aquisgrana (Germania); a "Zhenzhu Spring" presso Tengchong nello Yunnan (Cina).

## Forma in cui si presenta in natura
La magnesiovoltaite si presenta in cristalli cubici di dimensioni fino a 2 mm. Il minerale è trasparente con colori che variano tra giallo, giallo-marrone o giallo-verdastro pallido.